# Partij van de Democratische Revolutie
De Partij van de Democratische Revolutie (Spaans: Partido de la Revolución Democrática, PRD) was een van de drie grote politieke partijen in Mexico. Bij de verkiezingen van 2024 haalde de partij de kiesdrempel niet en verloor haar status als nationale partij. Vervolgens kondigde de voorzitter de opheffing van de partij aan. De PRD was een democratisch socialistische partij. De bijnaam van de partij was El Sol Azteca, de Azteekse zon, verwijzend naar het partijlogo, en aanhangers van de partij werden perredistas genoemd.

## Geschiedenis
De PRD was de opvolger van het Nationaal Democratisch Front (FDN), een verzameling van kleine linkse partijen die Cuauhtémoc Cárdenas als presidentskandidaat steunden in 1988. Cárdenas kreeg toen waarschijnlijk ook de meeste stemmen, maar de oppermachtige Institutioneel Revolutionaire Partij (PRI) pleegde fraude zodat PRI-kandidaat Carlos Salinas tot winnaar uitgeroepen werd.
De PRD werd gesticht in Mexico-Stad op 5 mei 1989 door Cuauhtémoc Cárdenas Solórzano, Heberto Castillo, Gilberto Rincón Gallardo, Porfirio Muñoz Ledo, Ifigenia Martínez. De partij werd gevormd door de corriente democrático (democratische stroming), en de Mexicaanse Socialistische Partij (PMS). De Corriente Democrático was een dissidente stroming binnen de PRI geleid door Cárdenas en Muñoz Ledo, die was opgericht nadat de PRI haar traditionele interventionistisch-economische politiek liet varen en een neoliberale koers ging varen, en bekritiseerde tevens het ondemocratische karakter van de PRI, die al sinds 1929 de macht in handen had. Een van de eisen van de Corriente Demócratico was dat de PRI de dedazo, waarbij de zittende president de PRI-kandidaat voor de presidentsverkiezingen aanwees, en de partij voortaan voorverkiezingen zou organiseren. Nadat de PRI hier niet mee instemde en president Miguel de la Madrid Salinas als presidentskandidaat aan hat gewezen stapten de leden van de Corriente Demócratico uit de partij. Zij zochten aansluiting bij de PMS van Castillo, die in 1987 was gevormd door de samenvoeging van twee kleinere linkse partijen waarmee voor het eerst de democratisch-linkse positie werd verenigd. Hoewel ook de Authentieke Partij van de Mexicaanse Revolutie (PARM), de Socialistische Volkspartij (PPS) en de Partij van het Cardenistisch Front van Nationale Wederopbouw (PFCRN), satellietpartijen die traditioneel altijd de PRI hadden gesteund, deel uitmaakte van de coalitie rond Cárdenas trokken zij na de verkiezingen hun steun in, en gingen niet op in de PRD.
De partij leek aanvankelijk niet erg succesvol, in het begin jaren '90 nam de aanhang van de PRD in de verkiezingen enigszins af enigszins af en de partij slaagde er voorlopig niet in gouverneurszetels te winnen, hoewel verschillende nederlagen in regionale verkiezingen wel toegeschreven worden aan fraude door de PRI. Cárdenas was in 1994 en 2000 wederom presidentskandidaat voor de PRD, beide keren haalde hij ongeveer 17%. Wel groeide de partij fors in ledenaantal, en veel voormalige PRI-leden sloten zich bij de partij aan. Hoewel veel van hen de PRI de rug toekeerde wegens het ondemocratische en corrupte karakter van de partij, bestond een aanzienlijk deel ook uit opportunisten, en politici die na een PRI-kandidatuur misgelopen te hebben hoopten door de PRD alsnog genomineerd te worden. Dit viel niet altijd in goede aarde bij PRD-aanhangers, en verschillende prominenten die de partij gesteund hadden maakten zich zorgen over het risico dat de PRD een nieuwe PRI zou worden. Omstreden was bijvoorbeeld de gouverneursverkiezing in Campeche in 1997, waarbij de PRD Guillermo del Río Ortegón als kandidaat terugtrok om hem te vervangen door Layda Sansores, dochter van een beruchte PRI-cacique, die de PRI-nominatie was misgelopen en daarom poogde namens de PRD het gouverneurschap te winnen.
De grote doorbraak van de partij kwam in 1997. In dat jaar won Cárdenas de burgemeestersverkiezingen van Mexico-Stad. Dit was de eerste keer dat de burgemeester democratisch werd gekozen (voorheen werd deze aangewezen door de president) en het was de eerste grote overwinning van de PRD. Sinds 1997 heeft de PRD continu het burgemeesterschap van Mexico-Stad in handen gehad. Bovendien sprong bij de gelijktijdige congresverkiezingen het zetelaantal van 71 naar 125, en werd Muñoz Ledo met steun van de voltallige oppositie tot voorzitter van de Kamer van Afgevaardigden gekozen, de eerste keer in decennia dat die post niet naar de PRI ging. Een jaar later won Ricardo Monreal Ávila de eerste gouverneurszetel voor de PRD in de staat Zacatecas.
De PRD was relatief onaangetast op het gebied van corruptie en oneerlijkheid tot in 2004 een aantal prominente PRD-politici in opspraak kwamen door de zogenaamde videoschandalen. Onder de schuldigen bevonden zich Rosario Robles, René Bejarano, Carlos Imaz, Carlos Ahumada en een aantal medewerkers van Andrés Manuel López Obrador, de populaire, maar controversiële PRD-burgemeester van Mexico-Stad. López Obrador zelf werd niet beschuldigd, en was de kandidaat zijn voor de PRD in de presidentsverkiezingen van 2006. López Obrador verloor die verkiezingen met een miniem verschil aan Felipe Calderón van de Nationale Actiepartij (PAN), doch kondigde vocht de uitslag omdat hij meende dat er tijdens de verkiezingen gefraudeerd was. In november 2006 liet hij zich tot 'legitiem president' uitroepen, en vormde een tegenregering.
Het imago van de PRD werd opnieuw zwaar besmet bij de verkiezingen van een nieuwe voorzitter in 2008, waarin Alejandro Encinas het opnam tegen Jesús Ortega. Tijdens deze verkiezingen werd melding gemaakt van grove onregelmatigheden, en beide kandidaten beschuldigden elkaar van verkiezingsfraude. Bij het sluiten van de termijn was slechts 30% van de stemmen officieel gestemd, meerdere partijprominenten hebben opgeroepen de verkiezingen te annuleren en voorlopig een interim-voorzitter aan te wijzen. De verkiezing werd ook gezien als peiling over López Obrador; Encinas wordt algemeen gezien als de favoriet van López Obrador, terwijl Ortega en zijn aanhangers zich liever minder willen verbinden met López Obradors tegenregering. Een peiling van Milenio gehouden in maart 2008 wees uit dat de PRD als er op dat moment congresverkiezingen zouden worden gehouden nog maar 10% van de stemmen zou halen, bijna twee derde minder dan het resultaat in 2006. Op 5 mei werd besloten Guadalupe Acosta Naranjo als interim-voorzitter aan te wijzen. In november besloot het Federaal Electoraal Gerechtshof de overwinning van Ortega te erkennen, die vervolgens op 1 december aantrad als voorzitter.
Bij de congresverkiezingen van 2009 leed de PRD een zware nederlaag. Zij behaalde slechts 71 zetels, het niveau van 1994. Op verschillende plaatsen had López Obrador opgeroepen niet op kandidaten van de PRD maar op die van de Partij van de Arbeid (PT) en Convergentie te stemmen.
Bij de presidentsverkiezingen van 2024 vormde de PRD een alliantie met PRI en PAN en haalde de kiesdrempel van 3% niet. De partij verloor haar nationale status en werd vervolgens opgeheven.

## Aanhang
Haar sterkste aanhang heeft de partij in Zuid-Mexico en het Federaal District. De partij levert de gouverneurs van Baja California Sur, Michoacán en Guerrero. Bovendien heeft ze alle burgemeesters van Mexico-Stad geleverd sinds deze in 1997 door de bevolking wordt gekozen. De PRD heeft 71 zetels in de Kamer van Afgevaardigden en 29 in de Kamer van Senatoren. De huidige voorzitter van de PRD is Carlos Navarrete.
De PRD is verdeeld in verschillende min of meer formele groepen, bekend als corrientes (stromingen) of tribus (stammen). Deze groepen lopen uiteen van revolutionaire socialisten en cardenisten tot links-liberalen. In de praktijk zijn stromingen echter eerder verenigd rond personen dan rond ideologieën. Het is gebruikelijk dat bij voorverkiezingen binnen de partij leden van verschillende stromingen het tegen elkaar opnemen. Sommige PRD-leden betreuren deze verdeeldheid, terwijl anderen het juist zien als een bewijs dat de partij pluralistisch is en ruimte laat voor verschillende opvattingen. De rivaliteit tussen de verschillende stromingen staat in Mexico wel bekend als de stammenstrijd (guerra de tribus).

## Presidentskandidaten
- 1994: Cuauhtémoc Cárdenas
- 2000: Cuauhtémoc Cárdenas
- 2006: Andrés Manuel López Obrador
- 2012: Andrés Manuel López Obrador
- 2018: Ricardo Anaya Cortés
- 2024: Xóchitl Gálvez

## Partijvoorzitters
- 1988-1993: Cuauhtémoc Cárdenas
- 1993: Roberto Robles Garnica
- 1993-1996: Porfirio Muñoz Ledo
- 1996-1999: Andrés Manuel López Obrador
- 1999: Pablo Gómez
- 1999-2002: Amalia García
- 2002-2003: Rosario Robles
- 2003-2005: Leonel Godoy Rangel
- 2005-2008: Leonel Cota Montaño
- 2008: Guadalupe Acosta Naranjo
- 2008-2011 Jesús Ortega
- 2011-2014: Jesús Zambrano
- 2014-2024: Carlos Navarrete Ruiz